# Visby flickskola
Visby flickskola var en  flickskola i Visby på Gotland som var verksam under olika namn från 1877 till 1971.
Skolan var inrymd i ett medeltida stenhus som omkring 1760 byggdes om av byggmästare Johan Nicklas Chemnitz med sten från Sankt Olofs kyrkoruin. Den diversehandel som han lät inreda var i drift till 1841 då huset såldes till Visbys borgmästare. Efter hans död 
1878 lät nästa ägare bygga om huset till hyreshus och 1884 sålde han det till AB Visby högre Flickskola.
Flickskolan grundades 1877 som Högre skolan i Visby för kvinnlig ungdom och omvandlades till ovannämnda aktiebolag år 1883. Verksamheten flyttade in i huset den 1 april 1884 och drevs till 1950 då kommunen tog över.
Kommunen drev skolan som Visby Kommunala Flickskola till 1971 då den lades ned. Byggnaden övertogs därefter av Musikskolan, senare Kulturskolan.
Skolans huvudbyggnad är nästan kubisk med tre våningar och brutet, valmat tak. Den kompletterades med en vinkelställd länga mot väst 1905–1906. År 1953 köpte  kommunen en intilliggande fastighet som inreddes med gymnastiksal och skolkök. En låg paviljong med lektionssalar byggdes till mot sydväst år 1961. Den var tänkt som ett provisorium men har blivit kvar.
Huvudbyggnaden utsågs till byggnadsminne år 1994.